# Zlatý míč 1968
Zlatý míč, cenu pro nejlepšího fotbalistu Evropy dle mezinárodního panelu sportovních novinářů, v roce 1968 získal severoirský fotbalista George Best. Šlo o třináctý ročník ankety, organizoval ho časopis France Football a výsledky určili sportovní publicisté z 25 zemí Evropy.

## Pořadí
| Pořadí | Hráč               | Reprezentace    | Kluby                | Body |
| ------ | ------------------ | --------------- | -------------------- | ---- |
| 1      | George Best        | Severní Irsko   | Manchester United    | 61   |
| 2      | Bobby Charlton     | Anglie          | Manchester United    | 53   |
| 3      | Dragan Džajić      | Jugoslávie      | CZ Bělehrad          | 46   |
| 4      | Franz Beckenbauer  | Západní Německo | Bayern Mnichov       | 36   |
| 5      | Giacinto Facchetti | Itálie          | Inter Milano         | 30   |
| 6      | Luigi Riva         | Itálie          | Cagliari Calcio      | 22   |
| 7      | Amancio Amaro      | Španělsko       | Real Madrid          | 21   |
| 8      | Eusébio            | Portugalsko     | Benfica Lisabon      | 15   |
| 9      | Gianni Rivera      | Itálie          | Inter Milano         | 13   |
| 10     | Pirri              | Španělsko       | Real Madrid          | 8    |
|        | Jimmy Greaves      | Anglie          | Tottenham Hotspur    | 8    |
| 12     | Willi Schulz       | Západní Německo | Hamburger SV         | 7    |
|        | Antal Dunai        | Maďarsko        | Újpest FC            | 7    |
| 14     | Georgi Asparuchov  | Bulharsko       | Levski Sofia         | 6    |
|        | Albert Šestěrňov   | SSSR            | CSKA Moskva          | 6    |
| 16     | Ove Kindvall       | Švédsko         | Feyenoord Rotterdam  | 5    |
| 17     | Flórián Albert     | Maďarsko        | Ferencváros Budapešť | 4    |
|        | Sandro Mazzola     | Itálie          | Inter Milano         | 4    |
|        | Lajos Szűcs        | Maďarsko        | Ferencváros Budapešť | 4    |
| 20     | Gerd Müller        | Německo         | Bayern Mnichov       | 3    |
|        | Johan Cruijff      | Nizozemsko      | Ajax Amsterdam       | 3    |
| 22     | Jack Charlton      | Anglie          | Leeds United         | 2    |
|        | Bobby Moore        | Anglie          | West Ham United      | 2    |
| 24     | Alan Ball          | Anglie          | Everton FC           | 1    |
|        | Ferenc Bene        | Maďarsko        | Újpest FC            | 1    |
|        | Angelo Domenghini  | Itálie          | Inter Milano         | 1    |
|        | Mirsad Fazlagić    | Jugoslávie      | FK Sarajevo          | 1    |
|        | Tommy Gemmell      | Skotsko         | Celtic Glasgow       | 1    |
|        | Jimmy Johnstone    | Skotsko         | Celtic Glasgow       | 1    |
|        | Murtaz Churcilava  | SSSR            | Dinamo Tbilisi       | 1    |
|        | Ivica Osim         | Jugoslávie      | Željezničar Sarajevo | 1    |
|        | Louis Pilot        | Lucembursko     | Standard Lutych      | 1    |